# Кристован де Пиньо, Клаудио
Клаудио Кристован де Пиньо (порт.-браз. Cláudio Christovam de Pinho; 18 июля 1922, Сантус — 2 мая 2000, Сантус) — бразильский футболист, нападающий. Участник четырёх чемпионатов Южной Америки. Занимает первое место по общему числу голов за «Коринтианс» — 295 мячей за 549 матчей. Забил наибольшее количество мячей в дерби «Коринтианс» — «Палмейрас»: 24 гола.

## Биография
Клаудио начал карьеру 1940 году в клубе «Сантос», в котором он провёл 2 сезона. В 1942 году Клаудио перешёл в «Палмейрас». Однако там он не смог показывать высокого уровня игры из-за тяжёлой адаптации к Сан-Паулу, где базировался клуб. Несмотря на это, Клаудио вошёл в историю команды, как футболист, забивший первый гол (в ворота «Сан-Паулу») после смены названия клуба с «Палестра Италия» на «Палмейрас». В 1943 году Клаудио вернулся в «Сантос», где провёл ещё 2 года.
В 1945 году он перешёл в «Коринтианс», где стал играть на правом фланге нападения. В «Коринтиансе» Клаудио играл 12 лет, проведя 549 матчей и забив 295 голов. Он был капитаном и лучшим бомбардиром команды. В 1957 году Клаудио завершил карьеру игрока. Последней его игрой стало поражение в финале Чемпион штата от «Сан-Паулу» со счётом 1:3. Всего за «Коринтианс» он провёл 549 матчей и забил 295 мячей. После этого он недолго проработал главным тренером «Тимао». В 1959 году он возобновил игровую карьеру, два года проведя в клубе «Сан-Паулу».
В сборной Бразилии Клаудио выступал с 1942 по 1957 год. Он дебютировал в составе национальной команды 14 января 1942 года в матче чемпионата Южной Америки с Чили, где на 66 минуте забил гол, а его команда выиграла 6:1. Клаудио был участником четырёх чемпионатов Южной Америки, в одном из которых, в 1949 году, бразильцы одержали победу. Однако на чемпионат мира 1950 Клаудио, бывший кандидатом на место в основном составе после травмы Тезоуриньи, не попал: главный тренер сборной, Флавио Коста, предпочёл ему Алфредо.
Клаудио умер в возрасте 77 лет в своём доме в Сантусе от сердечного приступа. Он был похоронен на Мемориальном кладбище Сантуса на следующий день. Его бюст был установлен в парке Сан-Жорже, где стоит стадион «Коринтианса».

## Достижения
- Чемпион штата Сан-Паулу (6): 1940, 1942, 1944, 1951, 1952, 1954
- Чемпион турнира Рио-Сан-Паулу (3): 1950, 1953, 1954
- Обладатель Кубка Рио-Бранко (1): 1947
- Чемпион Южной Америки (1): 1949